# Spåntransportör
En spåntransportör är en transportörsystem avsedd att transportera spån, sågspån och kutterspån. Spåntransportören består av ett lamellband förbundet med en kedja.
Spåntransportören är ofta utrustad med skärvätsketank för att kunna hantera förekommande skär- och kylvätskor då transportören används för metallspån.